# Tsubasa Umeki
Tsubasa Umeki (梅木 翼 Umeki Tsubasa?), född 24 november 1998 i Shimane prefektur, är en japansk fotbollsspelare.
Umeki började sin karriär 2020 i Renofa Yamaguchi FC.